# Льонок Лезеля
Льонок Лезеля (Linaria loeselii) — вид квіткових рослин з родини подорожникових (Plantaginaceae). 

## Опис
Рослина багаторічна, гола з легким сизим нальотом. Стебло висхідне, рідше прямовисне, 15–40 см заввишки, у верхній частині нерозгалужене або розгалужене. Листки чергові, лінійні або лінійно-ланцетні, 1–4 мм завширшки, рівнобічні, голі. Листя і стебло вкриті тонким восковим шаром. Квітки зібрані в рідкісні китиці на верхівках стебел і гілок; квітконіжки 4–7 мм завдовжки, голі. Чашечка 2–3.5 мм завдовжки. Віночок 13–16 мм завдовжки, жовтий; загострення віночка злегка руде. Цвіте з травня по серпень. Плід — коробочка, яйцювато-куляста, завдовжки 5—7 мм, майже вдвічі довша за чашечку. Насіння плоске, широко-крилате.

## Поширення
Ареал: Латвія, Литва, Німеччина, Польща.
Цей вид росте в пісках Балтійського узбережжя і залежить від природного руху піску.

## Охорона
Раритетний вид рослин, занесений до Червоного списку МСОП (охоронна категорія: вид, близький до стану загрози зникнення). Крім того, льонок Лезеля охороняється в Європі і занесений до Додатку І Бернської конвенції (охоронна категорія: вид підлягає особливій охороні), а також до Директиви Європейського Союзу 92/43/ЄС «Про збереження природних оселищ та видів природної фауни і флори» (Додаток ІІ. Види рослин і тварин, що становлять особливий інтерес для Європейського Союзу, збереження яких потребує створення територій особливої охорони).
Основною загрозою для виду є рекреаційні заходи на пляжі. Розбудова інфраструктури на дюнах є загрозою для середовища проживання. Рослина трапляєяться на деяких природоохоронних територій, таких як Словінський національний парк у Польщі.